# Nadine Labaki
Nadine Labaki, arab. نادين لبكي (ur. 18 lutego 1974 w Baabdat) – libańska aktorka, reżyserka i scenarzystka filmowa. Jej film Kafarnaum (2018) był nominowany do Oscara dla najlepszego filmu nieanglojęzycznego.
Zasiadała w jury sekcji „Horyzonty” na 69. MFF w Wenecji (2012), jury sekcji „Un Certain Regard” na 68. MFF w Cannes (2015) oraz jury konkursu głównego na 77. MFF w Cannes (2024). Przewodniczyła obradom jury sekcji „Un Certain Regard” na 72. MFF w Cannes (2019).

## Filmografia

### Reżyserka
- 2007: Karmel
- 2011: Dokąd teraz?
- 2014: Rio, I love you
- 2018: Kafarnaum

### Aktorka
- 2003: Ramad
- 2005: Czas tańca
- 2007: Karmel
- 2010: Il padre e lo straniero
- 2010: Zabłąkana kula
- 2011: Dokąd teraz?
- 2013: Rock the Casbah
- 2014: Świadek
- 2014: Cena sławy
- 2015: Idol z ulicy
- 2018: Kafarnaum